# Beloglottis
Beloglottis – rodzaj roślin z rodziny storczykowatych (Orchidaceae). Obejmuje 7 gatunków występujących w Ameryce Południowej, Środkowej i Północnej w takich krajach i regionach jak: Argentyna, Belize, Boliwia, Kajmany, Kolumbia, Kostaryka, Dominikana, Ekwador, Salwador, Gujana Francuska, Gwatemala, Gujana, Honduras, Meksyk, Nikaragua, Panama, Peru, Surinam, Trynidad i Tobago, Wenezuela, Floryda w Stanach Zjednoczonych.

## Systematyka
Rodzaj sklasyfikowany do podplemienia Spiranthinae w plemieniu Cranichideae, podrodzina storczykowe (Orchidoideae), rodzina storczykowate (Orchidaceae), rząd szparagowce (Asparagales) w obrębie roślin jednoliściennych.
Wykaz gatunków
- Beloglottis bicaudata (Ames) Garay
- Beloglottis boliviensis Schltr.
- Beloglottis costaricensis (Rchb.f.) Schltr.
- Beloglottis ecallosa (Ames & C.Schweinf.) Hamer & Garay
- Beloglottis hameri Garay
- Beloglottis mexicana Garay & Hamer
- Beloglottis subpandurata (Ames & C.Schweinf.) Garay